# Mittelschlesische Fußballmeisterschaft

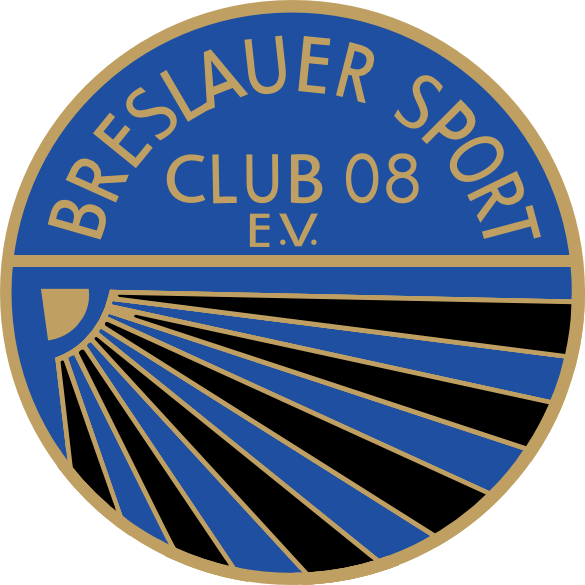
Breslauer SC 08
5 mal Mittelschlesischer Meister

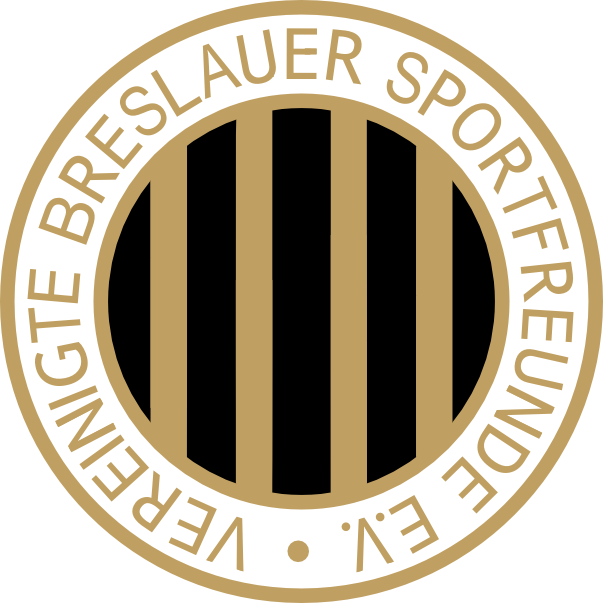
1922 wurde die Vereinigte Breslauer Sportfreunde Mittelschlesischer Meister

Von 1921 bis 1933 wurde der Mittelschlesische Fußballmeister der Männer im Südostdeutschen Fußball-Verband (SOFV) ausgespielt, wobei die Vereinigte Breslauer Sportfreunde den ersten und der Breslauer SC 08 die meisten Titel errungen hat.
Der Mittelschlesische Meister qualifizierte sich für die Endrunde um die Südostdeutsche Meisterschaft.

## Geschichte
Nach dem Ersten Weltkrieg gründeten sich immer mehr Vereine auch in den umliegenden Städten von Breslau, so dass sich der SOFV gezwungen sah, die bisherige Breslauer Fußballmeisterschaft zu erweitern und die Bezirksklasse Mittelschlesien ins Leben zu rufen. Bereits in der Saison 1919/20 trug die ehemalige Bezirksklasse Breslau den Namen Breslau-Mittelschlesien, war aber nur mit Breslauer Vereinen bestückt. Aber der Saison 1920/21 wurde dann die Mittelschlesische Fußballmeisterschaft ausgetragen, bei der die Breslauer Meisterschaft eine Untergruppe war. Weitere Gaue waren unter anderem Brieg, Münsterberg, Namslau, Obernigk-Trachenberg und Oels, welche zu verschiedenen Zeiten ausgespielt wurden. Die Sieger der einzelnen Gaue traten dann in einer Finalrunde gegeneinander an, um die Mittelschlesische Meisterschaft auszuspielen. Zu keiner Zeit konnte sich ein Verein aus den anderen Gauen neben Breslau als Mittelschlesischer Meister für die Südostdeutsche Endrunde qualifizieren, dafür war die Qualität des Fußballs in Breslau auch in der Breite meilenweit höher als die des Umlands.
Seit Beginn der Austragung der Mittelschlesischen Fußballmeisterschaft konnten Mittelschlesische Vereine den Südostdeutschen Meistertitel errungen. Größte Rivale waren dabei die Vereine aus dem Bezirk Niederlausitz, welchen man oft im Finale begegnete. Anfang der 1930er Jahre musste man sich jedoch Vereinen aus dem Bezirk Oberschlesien geschlagen geben und man war nur noch zweite Kraft im SOFV. Ab der Saison 1928/29 war auch der Mittelschlesische Vizemeister für die Südostdeutsche Endrunde qualifiziert. Ab der Saison 1930/31 durfte der Breslauer Meister direkt an der Südostdeutschen Endrunde teilnehmen, während der Vizemeister Breslau in der Mittelschlesischen Endrunde um die Mittelschlesische Meisterschaft und somit ebenfalls um die Qualifikation zur Südostdeutschen Endrunde spielte. Im Zuge der Gleichschaltung wurde der Südostdeutsche Fußball-Verband wenige Monate nach der Machtübernahme der Nationalsozialisten im Jahre 1933 aufgelöst. Somit hörte auch die Bezirksklasse Mittelschlesien auf zu existieren. Die Vereine wurden ab 1933 der Gauliga Schlesien bzw. deren Unterbau zugeordnet.
| Saison  | Bezirk Mittelschlesien          | Bezirk Mittelschlesien          | Bezirk Mittelschlesien          | Bezirk Mittelschlesien          | Bezirk Mittelschlesien          | Bezirk Mittelschlesien | Bezirk Mittelschlesien | Bezirk Mittelschlesien | Bezirk Mittelschlesien | Bezirk Mittelschlesien | Bezirk Mittelschlesien   | Bezirk Mittelschlesien   | Bezirk Mittelschlesien   | Bezirk Mittelschlesien   | Bezirk Mittelschlesien   | Bezirk Mittelschlesien   | Bezirk Mittelschlesien | Bezirk Mittelschlesien | Bezirk Mittelschlesien | Bezirk Mittelschlesien |
| ------- | ------------------------------- | ------------------------------- | ------------------------------- | ------------------------------- | ------------------------------- | ---------------------- | ---------------------- | ---------------------- | ---------------------- | ---------------------- | ------------------------ | ------------------------ | ------------------------ | ------------------------ | ------------------------ | ------------------------ | ---------------------- | ---------------------- | ---------------------- | ---------------------- |
| 1920/21 | Gau Breslau (Ost, West)         | Gau Breslau (Ost, West)         | Gau Breslau (Ost, West)         | Gau Breslau (Ost, West)         | Gau Breslau (Ost, West)         | Gau Brieg              | Gau Brieg              | Gau Brieg              | Gau Brieg              | Gau Brieg              | Gau Münsterberg          | Gau Münsterberg          | Gau Münsterberg          | Gau Münsterberg          | Gau Münsterberg          | Gau Oels                 | Gau Oels               | Gau Oels               | Gau Oels               | Gau Oels               |
| 1921/22 | Gau Breslau (Ost, West)         | Gau Breslau (Ost, West)         | Gau Breslau (Ost, West)         | Gau Breslau (Ost, West)         | Gau Breslau (Ost, West)         | Gau Brieg              | Gau Brieg              | Gau Brieg              | Gau Brieg              | Gau Brieg              | Gau Münsterberg          | Gau Münsterberg          | Gau Münsterberg          | Gau Münsterberg          | Gau Münsterberg          | Gau Oels                 | Gau Oels               | Gau Oels               | Gau Oels               | Gau Oels               |
| 1922/23 | Gau Breslau (Nord, Süd, West)   | Gau Breslau (Nord, Süd, West)   | Gau Breslau (Nord, Süd, West)   | Gau Breslau (Nord, Süd, West)   | Gau Breslau (Nord, Süd, West)   | Gau Brieg              | Gau Brieg              | Gau Brieg              | Gau Brieg              | Gau Brieg              | Gau Münsterberg          | Gau Münsterberg          | Gau Münsterberg          | Gau Münsterberg          | Gau Münsterberg          | Gau Oels                 | Gau Oels               | Gau Oels               | Gau Oels               | Gau Oels               |
| 1923/24 | Gau Breslau                     | Gau Breslau                     | Gau Breslau                     | Gau Breslau                     | Gau Breslau                     | Gau Brieg              | Gau Brieg              | Gau Brieg              | Gau Brieg              | Gau Brieg              | Gau Münsterberg          | Gau Münsterberg          | Gau Münsterberg          | Gau Münsterberg          | Gau Münsterberg          | Gau Oels                 | Gau Oels               | Gau Oels               | Gau Oels               | Gau Oels               |
| 1924/25 | Gau Breslau                     | Gau Breslau                     | Gau Breslau                     | Gau Breslau                     | Gau Brieg                       | Gau Brieg              | Gau Brieg              | Gau Brieg              | Gau Münsterberg        | Gau Münsterberg        | Gau Münsterberg          | Gau Münsterberg          | Gau Namslau              | Gau Namslau              | Gau Namslau              | Gau Namslau              | Gau Oels               | Gau Oels               | Gau Oels               | Gau Oels               |
| 1925/26 | Gau Breslau                     | Gau Breslau                     | Gau Breslau                     | Gau Breslau                     | Gau Breslau                     | Gau Brieg              | Gau Brieg              | Gau Brieg              | Gau Brieg              | Gau Brieg              | Gau Namslau              | Gau Namslau              | Gau Namslau              | Gau Namslau              | Gau Namslau              | Gau Oels                 | Gau Oels               | Gau Oels               | Gau Oels               | Gau Oels               |
| 1926/27 | Gau Breslau                     | Gau Breslau                     | Gau Breslau                     | Gau Breslau                     | Gau Breslau                     | Gau Brieg              | Gau Brieg              | Gau Brieg              | Gau Brieg              | Gau Brieg              | Gau Namslau              | Gau Namslau              | Gau Namslau              | Gau Namslau              | Gau Namslau              | Gau Oels                 | Gau Oels               | Gau Oels               | Gau Oels               | Gau Oels               |
| 1927/28 | Gau Breslau                     | Gau Breslau                     | Gau Breslau                     | Gau Breslau                     | Gau Breslau                     | Gau Brieg              | Gau Brieg              | Gau Brieg              | Gau Brieg              | Gau Brieg              | Gau Namslau              | Gau Namslau              | Gau Namslau              | Gau Namslau              | Gau Namslau              | Gau Oels                 | Gau Oels               | Gau Oels               | Gau Oels               | Gau Oels               |
| 1928/29 | Gau Breslau (Kreis I, Kreis II) | Gau Breslau (Kreis I, Kreis II) | Gau Breslau (Kreis I, Kreis II) | Gau Breslau (Kreis I, Kreis II) | Gau Breslau (Kreis I, Kreis II) | Gau Brieg              | Gau Brieg              | Gau Brieg              | Gau Brieg              | Gau Brieg              | Gau Obernigk-Trachenberg | Gau Obernigk-Trachenberg | Gau Obernigk-Trachenberg | Gau Obernigk-Trachenberg | Gau Obernigk-Trachenberg | Gau Oels-Namslau         | Gau Oels-Namslau       | Gau Oels-Namslau       | Gau Oels-Namslau       | Gau Oels-Namslau       |
| 1929/30 | Gau Breslau                     | Gau Breslau                     | Gau Breslau                     | Gau Breslau                     | Gau Breslau                     | Gau Brieg              | Gau Brieg              | Gau Brieg              | Gau Brieg              | Gau Brieg              | Gau Obernigk-Trachenberg | Gau Obernigk-Trachenberg | Gau Obernigk-Trachenberg | Gau Obernigk-Trachenberg | Gau Obernigk-Trachenberg | Gau Oels-Namslau         | Gau Oels-Namslau       | Gau Oels-Namslau       | Gau Oels-Namslau       | Gau Oels-Namslau       |
| 1930/31 | Gau Breslau                     | Gau Breslau                     | Gau Breslau                     | Gau Breslau                     | Gau Breslau                     | Gau Brieg              | Gau Brieg              | Gau Brieg              | Gau Brieg              | Gau Brieg              | Gau Obernigk-Trachenberg | Gau Obernigk-Trachenberg | Gau Obernigk-Trachenberg | Gau Obernigk-Trachenberg | Gau Obernigk-Trachenberg | Gau Oels-Namslau         | Gau Oels-Namslau       | Gau Oels-Namslau       | Gau Oels-Namslau       | Gau Oels-Namslau       |
| 1931/32 | Gau Breslau                     | Gau Breslau                     | Gau Breslau                     | Gau Breslau                     | Gau Brieg                       | Gau Brieg              | Gau Brieg              | Gau Brieg              | Gau Namslau            | Gau Namslau            | Gau Namslau              | Gau Namslau              | Gau Obernigk-Trachenberg | Gau Obernigk-Trachenberg | Gau Obernigk-Trachenberg | Gau Obernigk-Trachenberg | Gau Oels               | Gau Oels               | Gau Oels               | Gau Oels               |
| 1932/33 | Gau Breslau                     | Gau Breslau                     | Gau Breslau                     | Gau Breslau                     | Gau Brieg                       | Gau Brieg              | Gau Brieg              | Gau Brieg              | Gau Namslau            | Gau Namslau            | Gau Namslau              | Gau Namslau              | Gau Obernigk-Trachenberg | Gau Obernigk-Trachenberg | Gau Obernigk-Trachenberg | Gau Obernigk-Trachenberg | Gau Oels               | Gau Oels               | Gau Oels               | Gau Oels               |

|  | Eingleisige Liga  |
|  | Mehrgleisige Liga |

## Mittelschlesische Fußballmeister 1921–1933
| Saison  | Mittelschlesischer Meister        | Abschneiden Südost- deutsche Meisterschaft | Südostdeutscher Meister             |
| ------- | --------------------------------- | ------------------------------------------ | ----------------------------------- |
| 1920/21 | SC Schlesien Breslau              | Halbfinale                                 | Vereinigte Breslauer Sportfreunde A |
| 1921/22 | Vereinigte Breslauer Sportfreunde | Gewinner                                   | Vereinigte Breslauer Sportfreunde   |
| 1922/23 | Vereinigte Breslauer Sportfreunde | Gewinner                                   | Vereinigte Breslauer Sportfreunde   |
| 1923/24 | Vereinigte Breslauer Sportfreunde | Gewinner                                   | Vereinigte Breslauer Sportfreunde   |
| 1924/25 | Breslauer SC 08                   | Zweiter                                    | FC Viktoria Forst                   |
| 1925/26 | Breslauer SC 08                   | Gewinner                                   | Breslauer SC 08                     |
| 1926/27 | Breslauer FV 06                   | Zweiter                                    | Vereinigte Breslauer Sportfreunde   |
| 1927/28 | Breslauer SC 08                   | Gewinner                                   | Breslauer SC 08                     |
| 1928/29 | Breslauer SC 08                   | Vizemeister                                | SC Preußen Zaborze                  |
| 1929/30 | Breslauer SC 08                   | Sechster (Meisterstaffel)                  | Beuthener SuSV 09                   |

### Mittelschlesische Provinzmeisterschaft 1931–1933
Ab der Spielzeit 1930/31 wurde der Modus zur Qualifikation für die südostdeutsche Endrunde geändert. Der Breslauer Fußballmeister war nun direkt für die Endrunde qualifiziert, die Sieger der restlichen mittelschlesischen Bezirke spielten eine eigene Provinzmeisterschaft aus. Der Provinzmeister traf dann in einem Entscheidungsspiel um den 2. mittelschlesischen Teilnehmer an der südostdeutschen Endrunde auf den Breslauer Vizemeister. Aus Terminnot fand dieses Spiel in den Spielzeiten 1931/32 und 1932/33 nicht statt, der Vizemeister Brelaus wurde vom Verband als 2. Teilnehmer bestimmt.
| Saison  | Mittelschlesischer Provinzmeister | Abschneiden Südost- deutsche Meisterschaft | Südostdeutscher Meister |
| ------- | --------------------------------- | ------------------------------------------ | ----------------------- |
| 1930/31 | Reichsbahn SV Schlesien Oels      | nicht qualifiziert                         | Beuthener SuSV 09       |
| 1931/32 | SpVgg SSC Brieg                   | nicht qualifiziert                         | Beuthener SuSV 09       |
| 1932/33 | SSC 1901 Oels                     | nicht qualifiziert                         | Beuthener SuSV 09       |

## Mittelschlesische Vizemeister 1929–1930
In den Jahren 1929–1930 wurde ebenfalls der Mittelschlesische Vizemeister in einem K.-o.-turnier ermittelt. Dieser durfte dann ebenfalls an der Südostdeutschen Endrunde teilnehmen.
| Saison  | Mittelschlesischer Vizemeister    | Abschneiden Südost- deutsche Meisterschaft | Südostdeutscher Meister |
| ------- | --------------------------------- | ------------------------------------------ | ----------------------- |
| 1928/29 | Breslauer SpVgg 05 Komet          | Zweiter (Verliererstaffel)                 | SC Preußen Zaborze      |
| 1929/30 | Vereinigte Breslauer Sportfreunde | Vizemeister                                | Beuthener SuSV 09       |

## Rekordmeister
Mittelschlesischer Rekordmeister ist Breslauer SC 08, der den Titel 5 Mal gewinnen konnte.
|  | Verein                            | Titel | Jahr                         |
|  | --------------------------------- | ----- | ---------------------------- |
|  | Breslauer SC 08                   | 5     | 1925, 1926, 1928, 1929, 1930 |
|  | Vereinigte Breslauer Sportfreunde | 3     | 1922, 1923, 1924             |
|  | SC Schlesien Breslau              | 1     | 1921                         |
|  | Breslauer FV 06                   | 1     | 1927                         |
|  | Reichsbahn SV Schlesien Oels      | 1     | 1931                         |
|  | SpVgg SSC Brieg                   | 1     | 1932                         |
|  | SSC 1901 Oels                     | 1     | 1933                         |